# Kingston Lacy
Kingston Lacy és una mansió de camp (country house) i una finca situada prop de Wimborne Minster, Dorset, Anglaterra, actualment pertany al National Trust. Des del segle xvii fins a finals del segle XX era la seu de la família Bankes la qual anteriorment residia al proper Corfe Castle fins que va ser destruït durant la Guerra Civil Anglesa quan els seus propietaris, Sir John Bankes i Dame Mary es posaren al costat del rei Carles I d'Anglaterra. Eren propietaris de 8.000 acres a Dorset.